# حقن عضلي
الحقن العضلي(1) (اختصارًا IM) هي إحدى طرق إعطاء الدواء بالحقن، حيث تُحقن مادةٌ ما في العضلة. يُفضل عادةً استعمال هذه الطريقة؛ لأنَّ العضلات تحتوي على أوعيةٍ دمويةٍ أكبر وأكثر عددًا من الأنسجة تحت الجلد، مما يؤدي إلى امتصاصٍ أسرع من الحقن تحت الجلد أو الحقن الأدمي. كما أنَّ الدواء المُعطى بهذه الطريقة لا يخضع لتأثير استقلاب المرور الأولي، والذي يؤثر في الأدوية الفمويَّة.
تتنوع مواضع الحقن العضلي، وأكثرها شيوعًا هي العضلة الدَّاليَّة في الجزء العلوي من الذراع والعضلة الألويَّة في الأرداف. أما في الرُّضَّع، فيشيعُ استعمال العضلة المتَّسعة الوحشيَّة في الفخذ.
يجب تنظيف موضع الحقن جيدًا قبل الحقن، ثم تُعطى الحقنة بحركةٍ سريعةٍ ثاقبةٍ لتقليل الانزعاج الذي يشعر به الفرد. عادةً ما تكون الكمية المسموح بحقنها في العضلة محدودة بين 2 إلى 5 مليلتر، وذلك بالاعتماد على موضع الحقن. كما لا ينبغي اختيار موضع به علامات عدوى أو ضمورٍ عضلي.
لا ينبغي استعمال الحقن العضلي على الأفراد الذين يعانون من اعتلالاتٍ عضليَّة، أو أولئك الذين يعانون من مشاكل في التخثر؛ لأنَّ هذه الطريقة تُسبب الألم عادةً، وقد يرافقه احمرارٌ وتورمٌ أو التهابٌ حول موضع الحقن، ولكنها عادةً ما تكون طفيفة، ولا تستمر أكثر من بضعة أيام. أما في بعض الحالات النادرة، وخصوصًا إذا لم تُعطَ الحقنة بالطريقة المناسبة، فإنَّ الأعصاب أو الأوعية الدمويَّة حول موضع الحقن قد تتضرر، مما يؤدي إلى ألمٍ شديد أو شلل، كما قد تحدث عدوى موضعيَّة، مثل الخُراجات، والغنغرينا.
كان يُوصى قديمًا بالشفط أو سحب المِحْقنة (الإبرة) قبل الحقن؛ وذلك منعًا لحقن الدواء في الوريد دون قصد، إلا أنه لم تعد توصي بعض البلدان بهذا الإجراء في معظم مواضع الحقن في الجسم.

## الاستعمال
يُستعمل الحَقن العضلي عادةً لإعطاء الأدوية، حيث تُمتص الأدوية التي تُحقن في العضلة سريعًا في مجرى الدم، ولا تخضع لتأثير استقلاب المرور الأولي، والذي يحدث عند الإعطاء الفموي للدواء. ولكنَّ الدواء الذي يُعطى عضليًا قد لا يكون متوافرًا حيويًا بنسبة 100%؛ لأنه يجب أولًا امتصاصه في العضلات مع مرور الوقت. يُعد الحقن العضلي أقل توغلًا من الحقن الوريدي، كما أنه يستغرق وقتًا أقل عمومًا، حيث أنَّ موضع الحقن (العضلة مقابل الوريد) أكبر بكثير. كما أنَّ الأدوية المُعطاة عضليًا يُمكن إعطاؤها لتكون حقناً مَدْخريَّة، مما يسمح بإعطاء الدواء بشكل متواصل وبطيءٍ على فترةٍ زمنيةٍ أطول. يستعمل البعض طريقة الحقن هذه لإعطاء بعض الأدوية لأسبابٍ ترفيهيَّة، ومنها الكيتامين. توجد عدة سلبياتٍ للحقن العضلي، فهو بحاجةٍ إلى مهارةٍ وخبرةٍ في الإعطاء العضلي، إضافةً إلى الألم الناتج عن الحقن، والقلق أو الخوف (خصوصًا عند الأطفال)، كما أنَّ الإعطاء الذاتي صعبٌ؛ مما يقلل من استخدام هذه الطريقة في الأدويَّة المنزليَّة للمرضى خارج المستشفى.
تُعطى اللقاحات، وخصوصًا المُعطَّلة منها، عن طريق الحقن العضلي. ومع ذلك، فالتقديرات تُشير بأنه مُقابل كل لقاحٍ يُعطى عضليًا، تُعطى 20 حقنة لإعطاء أدوية أو علاجاتٍ أخرى، والتي قد تشمل أدويةً، مثل: المضادات الحيويَّة، والغلوبولينات المناعيَّة؛ والهرمونات، مثل: التستوستيرون، والميدْروكْسي بروجستيرون. إذا حدث رد فعلٍ تحسسي شديد أو صدمة حساسيَّة، قد يستخدم الشخص حاقن ذاتي للإبينفرين في العضلات.

## موانع الاستعمال
تعتمدُ موانع استعمال الحقن العضلي بشكل كبير على الدواء المُعطى؛ وذلك نظرًا بأنَّ هذا الحقن يُستعمل في إعطاء عدة أنواعٍ مختلفةً من الأدوية. كما أنَّ حقن الأدوية عمومًا يُعد أكثر توغلًا من طرق الإعطاء الأخرى مثل الإعطاء الفموي أو الموضعي، مما يتطلب تدريبًا مناسبًا لممارسة الحقن، وبدونه قد تحدث مضاعفات بغض النظر عن طبيعة الدواء المُعطى. لذلك يفضل عادةً إعطاء الدواء بالطرق الأقل توغلًا وخصوصًا عن طريق الفم، ما لم تكن هناك اختلافاتٌ مطلوبة في معدل الامتصاص أو وقت البدء أو غيرها من معلمات الحرائِك الدوائيَّة في بعض الحالات.
يتجنب الحقن العضلي عمومًا في الأشخاص الذين يعانون قلة الصفائح الدموية أو مشاكل التخثر؛ وذلك منعًا للأذى الناتج عن الضرر المحتمل للأوعية الدمويَّة في أثناء الحقن. كما لا ينصح بها أيضًا للأشخاص الذين يعانون صدمة نقص حجم الدم، أو الذين يعانون اعتلالاً أو ضمورٍ عضلي؛ لأنَّ هذه الحالات قد تغير من امتصاص الدواء. قد يتداخل تلف العضلات الناجم عن الحقن العضلي مع دقة بعض الاختبارات القلبيَّة في الأشخاص الذين يُشتبه في إصابتهم باحتشاء عضلِ القلب؛ لذلك يفضل استخدام طرق الإعطاء الأخرى في مثل هذه الحالات. كما أنَّ الاحتشاء النشط يؤدي إلى انخفاض الدورة الدموية؛ ما يترتب عنه امتصاصٌ أبطأ من الحقن العضلي. يمكن أيضًا منع استعمال مواقع محددة للإعطاء، وذلك إذا كان موقع الحقن به عدوى أو تورم أو التهاب. إضافةً إلى أنه لا ينبغي الحقن مباشرةً فوق تهيجٍ أو احمرارٍ، أو الوحمات والشامات، أو المناطق التي بها أنسجةٌ ندبيَّة.

## المخاطر والمضاعفات

استخدام الإبر الآمنة التي تمنع تعدد الاستعمالات والحقن العرضي يضمن التعقيم المناسب، ويمنع إصابات الوخز بالإبر.

يعتمدُ الحقن العضلي على ثقب الجلد، مما ينطوي على خطر العدوى من بكتيريا أو أي كائنٍ حيٍ آخر موجودٍ قبل الحقن في البيئة المحيطة، أو على الجلد، لذلك ولتقليل هذا لخطر، يجب استخدام تقنيَّة التعقيم المناسبة عند تحضير الحقنة، إضافةً إلى تعقيم موقع الحقن قبل الإعطاء مباشرةً. كما قد يسبب الحقن العضلي خُراجًا أو غنغرينا في موقع الحقن، وهذا يعتمد على الدواء المعطى وكميته. هناك أيضًا خطر إصابة الأعصاب أو الأوعية الدمويَّة دون قصدٍ في أثناء الحقن. إذا لم تستخدم أدوات الاستعمال الواحد أو المعقمة في الإعطاء، فهناك خطرُ انتقال الأمراض المعديَّة بين المرضى، أو حتى إلى الممارس الطبي الذي يُصيب نفسه دون قصدٍ بإبرةٍ مُستعملة، وهو ما يعرف بإصابات الوخز بالإبر.

### مضاعفات خاصة بالموقع
قد يؤدي الحقن في العضلة الدَّاليَّة بالذراع إلى ضررٍ غير مقصودٍ للأعصاب الكُعْبُرِيُّة والإبطيَّة، وفي حالاتٍ نادرةٍ عندما تكون طريقة الإعطاء غير صحيحةٍ، فإنَّ الحقن قد يُسبب خللًا وظيفيًا في الكتف. أما أكثر المضاعفات شيوعًا بعد حقن العضلة الداليَّة، فتشمل الألم والاحمرار والالتهاب حول موقع الحقن، والتي تكون دائمًا طفيفةً، وتستمر بضعة أيامٍ فقط على الأكثر.
يرتبط موقع الحقن الظهراني الألوي بارتفاع خطر إصابة الجلد والأنسجة، وتليُّف العضلات أو تقفُّعها، وورمٍ دمويٍ، وشلل الأعصاب، والشلل، والالتهابات مثل الخُراجات والغنغرينا. كما أنَّ الحقن الألوي يشكل خطرًا لحدوث ضررٍ في العصب الوركي، مما قد يسبب ألمًا حادًا أو إحساسًا بالحرقان، كما أنَّ ضرر هذا العصب قد يؤثر في قدرة الشخص على تحريك قدمه على الجانب المصاب، وأجزاءٍ أخرى من الجسم يتحكم فيها هذا العصب. ولكن يُمكن تجنب الإضرار به عبر استخدام الموقع البطني الألوي، إضافةً لاختيار حجم وطول مناسبين لإبرة الحقن.

## الإعطاء

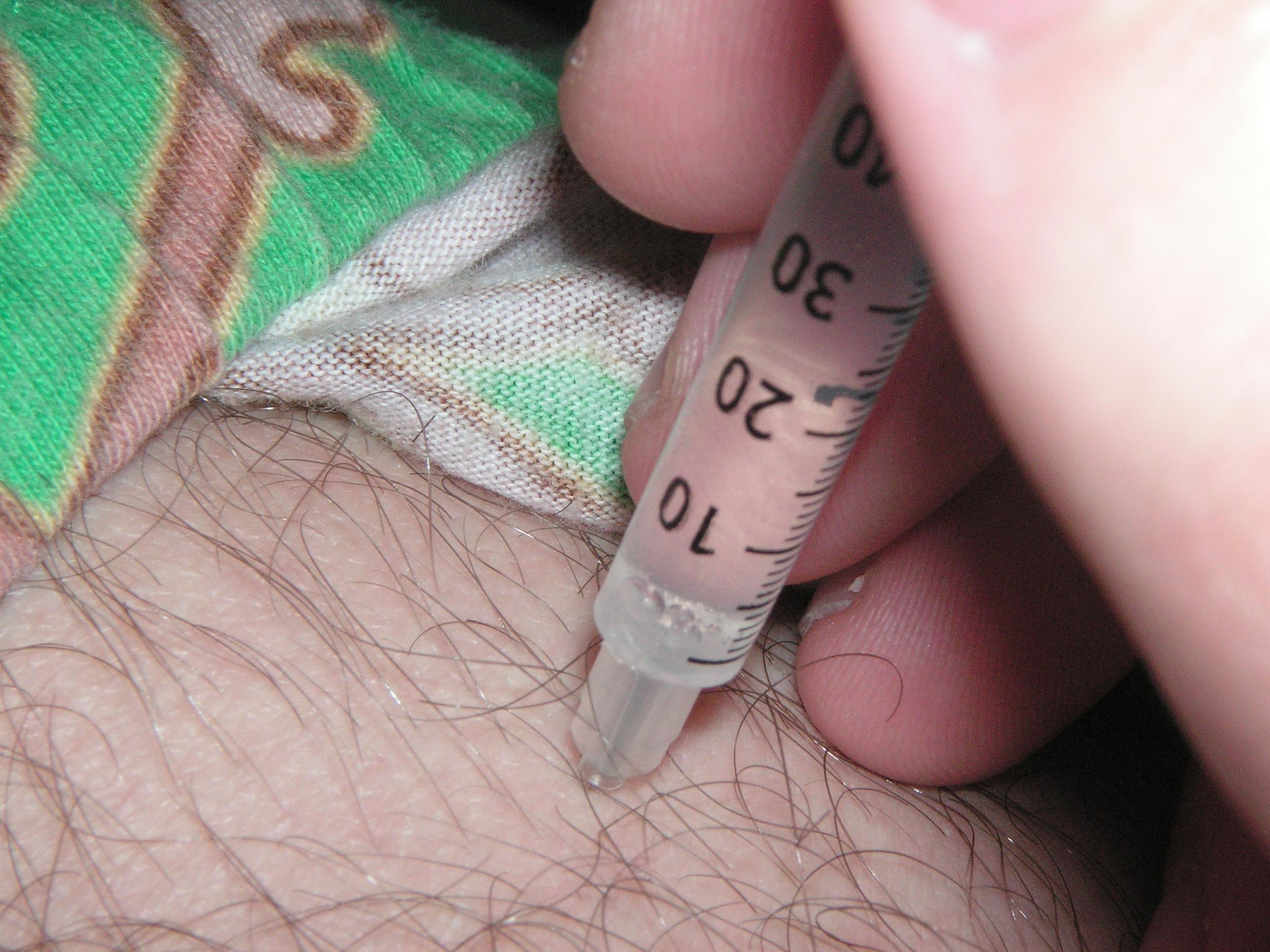
تُعطى الحقنة العضلية عموديًا على الجلد بزاوية قريبة من 90 درجة.

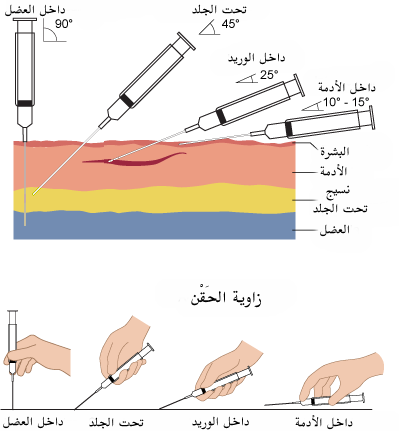
مقارنة زاوية الحقن العضلي بسائر أنواع الحقن.

يمكن إعطاء الدواء بحقنه في عدة عضلات مختلفة في الجسم، فيمكن إعطاء الدواء وغيره بحقنه في العضلة الداليَّة أو المستقيمة الفخذيَّة أو المتسعة الوحشية أو العضلات الألويَّة الظهرية أو البطنانية. تُتجنب عمومًا المناطق التي بها رضَّات أو مضض أو احمرار أو تورم أو التهاب أو ندبات. يؤثر نوع الدواء والكمية التي سيأخذها الجسم منه على قرار اختيار العضلة التي ستُحقن.
يُنظّف أولًا موقع الحقن بمضاد للميكروبات ويُترك ليجف. تُعطى الحقنة العضلية في حركة سريعة راشقة عمودية على الجلد بزاوية تتراوح بين 72 و90 درجة. يثبت الممارس الإبرة بيد واحدة، بينما يضغط على المكبس باليد الأخرى لحقن الدواء ببطء؛ حيث إن الحقن السريع يكون أكثر ألمًا. تُسحب الإبرة بالزاوية نفسها التي أُدخلت بها. يمكن استخدام الشاش في حالة حدوث نزيف في منطقة الحقن والضغط به خفيفًا عليها. قد يخفف الضغط أو التدليك الخفيف للعضلة بعد الحقن من الألم.

### الشفط
لا توصي مراكز السيطرة على الأمراض والوقاية الأمريكية أو وكالة الصحة العامة الكندية أو المعهد النرويجي للصحة العامة بشفط الدم لتجنب الحقن في الأوعية الدموية؛ نظرًا لخلو مواقع الحقن من أوعية دموية كبيرة كما أن الشفط يزيد الألم. لا توجد أدلة على أنَّ الشفط يُعزز من سلامة الحقن في أي عضلة إلا في الألويّة الظهريّة.
كانت هيئة الصحة الدنماركية قد أوصت لفترة بالشفط في لقاحات كوفيد-19 للتحقق من المخاطر النادرة المحتملة لتجلط الدم أو النزيف.

### طريقة المسار Z
طريقة المسار Z هي إحدى طرق الحقن العضلي لمنع الدواء من عبور الأنسجة تحت الجلد، فيحفظ الدواء في العضلة، ويقلل التهييج من الدواء. تُجرى هذه الطريقة بسحب الجلد قبل الحقن جانبيًا بحيث يبعد عن موقع الحقن، ثم يُحقن الدواء في موقعه، ثم تُسحب الإبرة، ويحرر الجلد من السحب. تُستخدم هذه الطريقة إذا أمكن إزاحة الأنسجة فوق موقع الحقن.

### مواقع الحقن
تُستخدم العضلة الداليَّة في الجزء الخارجي من أعلى الذراع لحقن أحجام صغيرة أقل من أو تساوي 2 مليلتر، وهذا يشمل جل اللقاحات العضلية. لا يُنصح بالحقن المتكرر في العضلة الدالية لصغر مساحتها، فيصعب المباعدة بين الحقن فيها. يُحدد موقع العضلة الدالية بتحديد الحد الأسفل للأخرم، ويُحقن في المنطقة التي تشكل مثلثًا مقلوبًا قاعدته عند الأخرم، ونقطة منتصفه في خطٍ محاذٍ للإبط. غالبًا ما يُحقن في الدالية بإبرة طولها إنشٌ (2.54 سم)، ويمكن استخدام إبرة طولها 5⁄8 إنش (1.5875 سم) للصغار أو الطاعنين في السن.
يُستخدم موضع الحقن في العضلات الألويَّة البطنانية في الورك للحُقَن التي يزيد حجمها عن 1 مليلتر، وللأدوية المعروفة بأنها مهيِّجة أو لزجة أو زيتية. يُحقن في هذا الموقع أيضًا الناركوتيَّات والمضادات الحيوية والمهدّئات ومضادات القيء. يُشكل موقع الحقن في الألويَّة البطنانية مثلثًا تحدده الشوكة الحرقفية الأمامية العلوية والعرف الحرقفي، ويمكن استخدام اليد دليلًا لتحديد الموقع. الحقن في الألويَّة البطنانية أقل ألمًا من مواقع أخرى كالداليَّة.
يُستخدم موضع الحقن في المتسعة الوحشيَّة للرضع الذين تقل أعمارهم عن سبعة أشهر والأشخاص العاجزين عن المشي أو الفاقدين للتوتر العضلي. يُحدد الموقع بتقسيم الفخذ من الأمام إلى ثلاثة أثلاثٍ عموديًا وأفقيًا لتشكيل تسعة مربعات، حيث يُحقن في المربع الأوسط الخارجي. هذا الموقع هو أيضًا الموقع المعتاد للحقن بقلم الإبينفرين في المتسعة الوحشية في الجزء الخارجي من الفخذ.
لا يُفضل اعتياد استخدام موقع الألويَّة الظهريَّة في الأرداف لقربه من أوعية دموية وأعصاب رئيسة، وأيضًا لتباين عمق الأنسجة الشحميّة فيه. كثيرٌ من الحقن في هذا الموقع لا يخترق الجلد بعمق كافٍ لإعطاء الحقن بشكل صحيح في العضلة. لا يزال كثيرٌ من مقدمي الرعاية الصحة يستخدمون هذا الموقع، رغم توصية الممارسة القائمة على أدلة بخلاف ذلك، وذلك غالبًا بسبب قلة المعرفة بالمواقع البديلة للحقن. يُحدد هذا الموقع بتقسيم الأرداف إلى أربعة أرباع، وإعطاء الحقن في الربع الخارجي العلوي. هذا هو الموقع الوحيد الذي يوصى فيه بالشفط قبل الحقن لاحتمالية الحقن الوريدي بشكل عارض في هذه المنطقة، ومع ذلك فإن مراكز السيطرة على الأمراض والوقاية منها لا توصي بذلك، وتهمل هذا الأمر مع كل أنواع الحقن.

### حالات خاصة
قد تحتاج بعض الفئات إلى مواقع حقن أو أطوال إبر أو أساليب مختلفة، حيث إن طول الإبرة المعتاد قد يكون طويلًا جدًا بالنسبة للصغار أو الضعفاء من كبار السن فلا تُستخدم الإبرة استخدامًا صحيحًا، فيوصى باستخدام إبر أقصر معهم لتجنب الحقن في عمق كبير. يُوصى باستخدام المتسعة الوحشيَّة للأطفال الأصغر من عام.
أوصت اللجنة الاستشارية لممارسات التحصين في الولايات المتحدة باستخدام وسائل الإلهاء مع الأطفال والرضع أو إعطائهم بعض الحلوى أو هز الطفل من جانب إلى آخر، حتى يكونوا متعاونين في أثناء الحقن. يمكن استخدام إبرة طولها 1.5 بوصة (3.81 سم) مع من يعانون من فرط الوزن لضمان الحقن أسفل أنسجة تحت الجلد، بينما تُستخدم إبرة طولها 5⁄8 بوصة (1.59 سم) لمن يزنون أقل من 60 كجم. لا يُحتاج إلى قرص الجلد عامةً قبل الحقن عند استخدام طول الإبرة المناسب.

## التاريخ
ربما قد ابتُدئ الحقن في الأنسجة العضلية قرابة عام 500 ق م. بدأ الأطباء يفصّلون أكثر في إجراءات الحقن العضلي، ويطورون أساليبه مع نهاية القرن التاسع عشر. كان الأطباء فقط هم من يجرون الحقن العضلي في سالف الأيام، وبدأت الممرضات يجهزن معدات الحقن العضلي بعد تفويض الأطباء لهن بذلك مع ظهور المضادات الحيوية، وقد تولى طاقم التمريض مسؤولية إجراء الحقن العضلي أساسيًا بحلول عام 1961. لم تكن ثمة إجراءات أو تعليمات موحدة لطاقم التمريض لإعطاء الحقن العضلي بشكل سليم، وشاعت مضاعفات عمليات الحقن غير السليم، وذلك قبل الانتشار الواسع لتولي طاقم التمريض مسؤولية الحقن.
استُخدم الحقن العضلي للتلقيح ضد الخُنَاق عام 1923 والسعال الديكي عام 1926 والكزاز عام 1927. بدأ الباحثون مع سبعينيات القرن العشرين يضعون إرشاداتٍ لمواقع الحقن وأساليبه؛ لتقليل مخاطر مضاعفات الحقن وآثاره الجانبية كالألم، وقد بدأ في تلك الفترة حقن ذيفان السجقية في العضلات لشلها عمدًا لأغراض علاجية ثم لأغراض تجميلية لاحقًا. كان يوصى حتى العقد الأول من القرن الحالي بالشفط بعد إدخال الإبرة للتأكد من أن الحقن يتم في العضلة لا في الوريد خطأً، ولكن لم يعد يوصى بهذا؛ لأن الأدلة أثبتت عدم وجود فائدة أمان له ولأنه يطيل مدة الحقن مما يزيد الألم.

## الأحكام الفقهية
يباح في الشريعة الإسلامية التداوي بالحقن العضلي، ويباح كشف العورة في منطقة الحقن، وعلى قدر الحاجة بين الرجال والرجال أو بين النساء والنساء، ولا يجوز كشف عورة المرأة أمام الرجل والعكس إلا إذا دعت الحاجة إلى ذلك، ولم يوجد من يقدر على إعطاء الحقن من نفس جنس المريض.
اختلف الفقهاء المسلمون في الحقنة العضلية وقت الصيام، فذهب بعضٌ منهم إلى أن الحقنة العضلية تفطر مطلقًا، سواء كانت مغذية أم غير مغذية، وذهب جمهورهم إلى أن الحقن غير المغذية لا تفطر. أما الحقن المغذية فإنها تفطر.

## الطب البيطري
يشيع عمومًا استخدام العضلة رباعيَّة الرؤوس والعضلات القطنية الظهرية والعضلة ثلاثية الرؤوس للحقن العضلي في الحيوانات.
أفضل موقع لحقن الأبقار هو عضلات العنق، يمكن نظريا الحقن العضلي في العضلة ثلاثية الرؤوس والعضلات الألويَّة والعضلة نصف غشائية والعضلة نصف وترية لكن لا يفضل هذا لتجنب قطع اللحوم عالية الثمن أو إضرار العصب الوركي. تُمتص الأدوية التي تُعطى في عضلات القطط جيدًا؛ حيث إن التروية الدموية لعضلات القطط جيدة، ولذلك لا بد من التأكد من أن الحقنة لم تدخل في وعاء دموي، فيوصى بالشفط للتأكد من ذلك. يمكن حقن القطط في العضلة رباعيَّة الرؤوس والعضلات القطنية الظهرية الموجودة على جانبي الفقرات القطنية والعضلة ثلاثية الرؤوس. ينبغي تجنب الحقن في عضلات باطن الركبة لعدم الإضرار بالعصب الوركي. يمكن تدليك العضلة بعد الحقن لتقليل الألم، وينبغي ألا يزيد حجم الحقنة عن 2 مليلتر. يشبه الحقن في الكلاب الحقن في القطط، ولكن يمكن حقن أحجام تتراوح بين 2 و6 مليلتر.

## الهوامش
- «1»: الحقن العضلي[عر 1][عر 2][عر 3] ويسمى أيضًا الحقن بالعضل[عر 3] أو الحقن داخل العضلة[عر 4][عر 5]، أما المستحضر الصيدلاني فيُسمى حقنة عضليَّة[عر 6] أو حقنة بالعضل[عر 3] أو حقنة في العضلات.[عر 7]

### فهرس الإحالات
المنشورات
الإنكليزية
1. ↑  Saxen (2016), p. 303–327.
2. ↑  Spruill (2014), p. 102–103.
3. ↑  Wright (2012), p. 114.
4. ↑  Lankenau (2004), p. 232–48.
5. 1 2 3  Sisson (2015), p. 2368–2375.
6. 1 2 3 4 5 6  Nicoll (2002), p. 149–162.
7. 1 2 3  Eckman (2015), p. 368–369.
8. ↑  Eckman (2015), p. 369.
9. ↑  Eckman (2015), p. 372.
10. ↑  Cook (2015), p. 1184–1191.
11. 1 2  Martín Arias (2017), p. 4870–4876.
12. 1 2 3 4 5 6 7 8  The Joanna Briggs Institute. Recommended Practice. Injection: Intramuscular. The Joanna Briggs Institute EBP Database, from the JBI@Ovid database, published 2019; JBI2138. Accessed on 12 September 2020.
13. ↑  Kim (2014), p. 887–897.
14. ↑  Bolger (2018), p. 2.
15. 1 2 3 4  Taylor (2011).
16. 1 2  Lynn (2019), p. 39–40.
17. 1 2  Zeyrek (2019), p. 3346–3361.
18. ↑  Wolicki (2019).
19. ↑  Zimmermann (2010), p. 60–61.
20. ↑  Farley (1986), p. 1327-1331.
21. ↑  Cocoman (2010), p. 1170–1174.
22. ↑  Beirne (2018), p. 47.

العربية
1. ↑  مرعشي (2003)، ص. 398.
2. ↑  بنعبدالله (1977)، ص. 230.
3. 1 2 3  سارة (2013)، ص. 325.
4. ↑  حتي (2011)، ص. 448.
5. ↑  الحسيني (1996)، ص. 195.
6. ↑  الخياط (2006)، ص. 1017.
7. ↑  اللبدي (2005)، ص. 399.

مواقع الويب
الإنكليزية
1. 1 2 3 4 5  Javier J. Polania Gutierrez; Sunil Munakomi (2024). "Intramuscular Injection". (NCBI) The National Center for Biotechnology Information (بالإنجليزية). PMID:32310581. Archived from the original on 2021-06-18. Retrieved 2024-08-05.
2. ↑  Mylan Specialty L.P. "EPIPEN®- epinephrine injection, EPIPEN Jr®- epinephrine injection" (PDF) (بالإنجليزية). FDA Product Label. 3176782. Archived (PDF) from the original on 2014-02-01. Retrieved 2014-01-22.
3. ↑  Glynda Rees Doyle; Jodie Anita McCutcheon (2015). "7.4 Intramuscular Injections". British Colombia (BC) Campus (بالإنجليزية). Archived from the original on 2024-05-01. Retrieved 2024-08-05.
4. ↑  "Epinephrine Injection". Medlineplus (بالإنجليزية). Archived from the original on 12-07-204. Retrieved 09-07-2024. {{استشهاد ويب}}: تحقق من التاريخ في: |تاريخ أرشيف= (help)
5. 1 2  "ACIP Vaccine Administration Guidelines for Immunization | Recommendations | CDC". www.cdc.gov (بالإنجليزية الأمريكية). Centers for Disease Control. 21 Jun 2019. Archived from the original on 2022-01-17. Retrieved 2020-09-12.
6. ↑  "SOP: Injections in Dogs and Cats" (PDF). Virginia Tech. 12 ديسمبر 2017. مؤرشف من الأصل (PDF) في 2024-07-12.
7. ↑  Dicky D. Griffin; David R. Smith; Dale M. Grotelueschen (1998). "Proper Injection Procedures for Cattle". University of Nebraska–Lincoln (بالإنجليزية). Archived from the original on 2024-08-11. Retrieved 2024-07-11.
8. ↑  clinical skills lab team of University of Bristol (2018). "Intramuscular (IM) Injection (Cattle)" (PDF) (بالإنجليزية). University of Bristol. Archived from the original (PDF) on 2024-07-14. Retrieved 11 يوليو 2024. {{استشهاد ويب}}: تحقق من التاريخ في: |تاريخ النشر= (help)
9. ↑  "Injecting your cat" (بالإنجليزية). Bishop's Stortford veterenary hospital. Archived from the original on 2024-07-14. Retrieved 2024-07-13.
10. ↑  "Injecting Your Dog" (بالإنجليزية). Forest veterenary clinic. Archived from the original on 2024-07-13. Retrieved 2024-07-13.

العربية
1. ↑  عبد العزيز بن باز. "حكم حقن الطبيب للنساء لعدم وجود طبيبة". الموقع الرسمي لسماحة الشيخ الإمام ابن باز رحمه الله. مؤرشف من الأصل في 2024-03-05. اطلع عليه بتاريخ 2024-07-13.
2. ↑  "سؤال 250660: حكم الحقن والمحاليل للصائم وأثر النية في التفطير". الإسلام سؤال وجواب. 24 مايو 2017. مؤرشف من الأصل في 2024-07-15. اطلع عليه بتاريخ 2024-07-13.

### معلومات المراجع
الكتب
الإنكليزية
- Carol Taylor (2011). Fundamentals of nursing: the art and science of nursing care (بالإنجليزية) (7th ed.). Philadelphia: Wolters Kluwer Health, Lippincott Williams & Wilkins. ISBN:978-0-7817-9383-4. OCLC:649795858. QID:Q128520777.
- Jeremy C. Wright; Diane J. Burgess (2012). Long acting injections and implants. Advances in Delivery Science and Technology (بالإنجليزية). New York City: Springer Science+Business Media. ISBN:978-1-4614-0554-2. OCLC:775595586. QID:Q128513029.
- William J. Spruill; William E. Wade; Joseph T. DiPiro; Robert A. Blouin; Jane M. Pruemer (2014). Concepts in clinical pharmacokinetics (بالإنجليزية) (6th ed.). Bethesda: American Society of Health-System Pharmacists. ISBN:978-1-4619-5860-4. OCLC:874029708. QID:Q128500706.
- Margaret Eckman, ed. (2015). Lippincott nursing procedures (بالإنجليزية) (7th ed.). Philadelphia: Wolters Kluwer. ISBN:978-1-4963-2649-2. OCLC:1005017599. QID:Q128513859.
- Pamela Lynn (2019). Lippincott photo atlas of medication administration (بالإنجليزية) (6th ed.). Philadelphia: Wolters Kluwer. ISBN:978-1-9751-2136-5. OCLC:1042395662. QID:Q128570625.
- Wolicki, JoEllen (25 Sep 2019). "Vaccine Administration". The Pinkbook (بالإنجليزية). CDC. Archived from the original on 2024-08-03. Retrieved 2020-09-12. Aspiration is not recommended before administering a vaccine.

العربية
- اللسان العربي (بالعربية والكريك)، مكتب تنسيق التعريب، ISSN:0258-3976، QID:Q121335781
- أيمن الحسيني (1996). قاموس ابن سينا الطبي: قاموس طبي علمي مصور (بالعربية والإنجليزية). مراجعة: عز الدين نجيب. القاهرة: مكتبة ابن سينا. ISBN:978-977-271-202-1. OCLC:4770172048. QID:Q113472538.
- محمد مرعشي (2003). معجم مرعشي الطبي الكبير (بالعربية والإنجليزية). بيروت: مكتبة لبنان ناشرون. ISBN:978-9953-33-054-9. OCLC:4771449526. QID:Q98547939.
- عبد العزيز اللبدي (2005)، القاموس الطبي العربي: عربي - عربي (بالعربية والإنجليزية) (ط. 1)، عَمَّان: دار البشير (الأردن)، OCLC:81299958، QID:Q119764318
- محمد هيثم الخياط (2006). المعجم الطبي الموحد: إنكليزي - عربي (بالعربية والإنجليزية) (ط. 4). بيروت: مكتبة لبنان ناشرون، منظمة الصحة العالمية. ISBN:978-9953-33-726-5. OCLC:192108789. QID:Q12193380.
- يوسف حتي؛ أحمد شفيق الخطيب (2011). قاموس حتي الطبي الجديد: طبعة جديدة وموسعة ومعززة بالرسوم إنكليزي - عربي مع ملحقات ومسرد عربي - إنكليزي (بالعربية والإنجليزية) (ط. الأولى). بيروت: مكتبة لبنان ناشرون. ISBN:978-9953-86-883-7. OCLC:868913367. QID:Q112962638.
- قاسم سارة (2013). محمد حسان ملص (المحرر). معجم أكاديميا الطبي الجديد (بالعربية والإنجليزية). مراجعة: محمد الدبس (ط. 1). أكاديميا إنترناشيونال. ISBN:978-9953-37-092-7. OCLC:1164356572. QID:Q112637909.

الدوريات المُحكَّمة
- H.F. Farley; N. Joyce; B. Long; R. Roberts (1986). "Will that IM needle reach the muscle?". American Journal of Nursing (بالإنجليزية). 86 (12): 1327, 1331. ISSN:0002-936X. OCLC:112896150. PMID:3641525. QID:Q93552687.
- Leslie H. Nicoll; Amy Hesby (2002). "Intramuscular injection: an integrative research review and guideline for evidence-based practice". Applied Nursing Research (بالإنجليزية). 15 (3): 149–162. DOI:10.1053/APNR.2002.34142. ISSN:0897-1897. OCLC:112266743. PMID:12173166. QID:Q34781824.
- Stephen E. Lankenau; Michael C. Clatts (2004). "Drug injection practices among high-risk youths: the first shot of ketamine". Journal of Urban Health (بالإنجليزية). 81 (2): 232–248. DOI:10.1093/JURBAN/JTH110. ISSN:1099-3460. OCLC:5650095210. PMC:1852476. PMID:15136657. QID:Q35751817.
- Angela Cocoman (2010). "Recognizing the evidence and changing practice on injection sites". British Journal of Nursing (بالإنجليزية). 19 (18): 1170–1174. DOI:10.12968/BJON.2010.19.18.79050. ISSN:0966-0461. OCLC:5813514408. PMID:20948472. QID:Q42858384.
- Polly Gerber Zimmermann (2010). "Revisiting IM injections". American Journal of Nursing (بالإنجليزية). 110 (2): 60–61. DOI:10.1097/01.NAJ.0000368058.72729.C6. ISSN:0002-936X. OCLC:568343013. PMID:20107407. QID:Q82671027.
- Hyun Jung Kim; Sang Hyun Park (2014). "Sciatic nerve injection injury". Journal of International Medical Research (بالإنجليزية). 42 (4): 887–897. DOI:10.1177/0300060514531924. ISSN:0300-0605. OCLC:6315674514. PMID:24920643. QID:Q38219633.
- Ian F. Cook (2015). "Best vaccination practice and medically attended injection site events following deltoid intramuscular injection". Human Vaccines & Immunotherapeutics (بالإنجليزية). 11 (5): 1184–1191. DOI:10.1080/21645515.2015.1017694. ISSN:2164-5515. OCLC:10308259315. PMC:4514326. PMID:25868476. QID:Q35887390.
- Helen Sisson (2015). "Aspirating during the intramuscular injection procedure: a systematic literature review". Journal of Clinical Nursing (بالإنجليزية). 24 (17–18): 2368–2375. DOI:10.1111/JOCN.12824. ISSN:0962-1067. OCLC:5875737420. PMID:25871949. QID:Q38420264.
- Mark A. Saxen (2016). "Pharmacologic Management of Patient Behavior". McDonald and Avery's Dentistry for the Child and Adolescent (بالإنجليزية): 303–327. DOI:10.1016/B978-0-323-28745-6.00017-X. ISBN:978-0-323-28746-3. QID:Q128500770.
- L. H. Martín Arias; Rosario Sanz Fadrique; María Sainz Gil; M. E. Salgueiro-Vazquez (2017). "Risk of bursitis and other injuries and dysfunctions of the shoulder following vaccinations". Vaccine (بالإنجليزية). 35 (37): 4870–4876. DOI:10.1016/J.VACCINE.2017.07.055. ISSN:0264-410X. OCLC:7111674925. PMID:28774564. QID:Q54360478.
- Tony Fitzgerald (2018). "Needle size for vaccination procedures in children and adolescents". Cochrane Database of Systematic Reviews (بالإنجليزية) (8): 1–106. DOI:10.1002/14651858.CD010720.PUB2. ISSN:1469-493X. OCLC:6166352580. PMC:6513245. PMID:26086647. QID:Q24187107.
- Gordon T. Bolger (2018). "Routes of Drug Administration". Reference module in biomedical research (بالإنجليزية): 1–3. DOI:10.1016/B978-0-12-801238-3.11099-2. ISBN:978-0-12-801238-3. QID:Q128472159.
- Arife Şanlialp Zeyrek; Şenay Takmak; Nevin Kuzu Kurban; Sümeyye Arslan (2019). "Systematic review and meta-analysis: Physical-procedural interventions used to reduce pain during intramuscular injections in adults". Journal of Advanced Nursing (بالإنجليزية). 75 (12): 3346–3361. DOI:10.1111/JAN.14183. ISSN:1365-2648. OCLC:8342442777. PMID:31452229. S2CID:201786789. QID:Q92886489.

## روابط خارجية
- الحقن والحقن العضلي في المكتبة الوطنية الأمريكية للطب نظام فهرسة المواضيع الطبية (MeSH).